# Associazione Calcio Venezia 1950-1951
Questa voce raccoglie le informazioni riguardanti il Associazione Calcio Venezia nelle competizioni ufficiali della stagione 1950-1951.

## Rosa
| N. |                   | Ruolo | Calciatore        |
| -- | ----------------- | ----- | ----------------- |
|    | Italia (bandiera) | P     | Sergio Caburlotto |
|    | Italia (bandiera) | P     | Efrem Milanese    |
|    | Italia (bandiera) | P     | Corinno Facci     |
|    | Italia (bandiera) | D     | Pietro Chiappin   |
|    | Italia (bandiera) | D     | Glauco Ferron     |
|    | Italia (bandiera) | D     | Renato Lucchi     |
|    | Italia (bandiera) | D     | Eugenio Patti     |
|    | Italia (bandiera) | D     | Ernesto Sandroni  |
|    | Italia (bandiera) | C     | Cesare Bianchini  |
|    | Italia (bandiera) | C     | Pietro Broccini   |
|    | Italia (bandiera) | C     | Gino Calcaterra   |

| N. |                       | Ruolo | Calciatore        |
| -- | --------------------- | ----- | ----------------- |
|    | Italia (bandiera)     | C     | Lino Cauzzo       |
|    | Francia (bandiera)    | C     | Lucien Leduc      |
|    | Italia (bandiera)     | C     | Guido Miotto      |
|    | Italia (bandiera)     | C     | Gastone Nordio    |
|    | Italia (bandiera)     | C     | Cesare Presca     |
|    | Italia (bandiera)     | A     | Valerio Ampollini |
|    | Italia (bandiera)     | A     | Mario Capelli     |
|    | Italia (bandiera)     | A     | Pietro Degano     |
|    | Jugoslavia (bandiera) | A     | Spasoje Nikolić   |
|    | Italia (bandiera)     | A     | Sergio Vergazzola |

## Risultati

### Campionato

#### Girone di andata
| 10 settembre 1950 1ª giornata | Venezia | 2 – 1 | Fanfulla |  |

| 24 settembre 1950 3ª giornata | Verona | 1 – 1 | Venezia |  |

| 20 dicembre 1992 4ª giornata | Venezia | 1 – 3 | Brescia |  |

| 8 ottobre 1950 5ª giornata | Siracusa | 2 – 2 | Venezia |  |

| 6 dicembre 1981 6ª giornata | Venezia | 2 – 0 | Bari |  |

| 22 ottobre 1950 7ª giornata | Salernitana | 3 – 2 | Venezia |  |

| 29 ottobre 1950 8ª giornata | Venezia | 3 – 2 | Modena |  |

| 5 novembre 1950 9ª giornata | Legnano | 2 – 2 | Venezia |  |

| 12 novembre 1950 10ª giornata | Venezia | 4 – 2 | Messina |  |

| 19 novembre 1950 11ª giornata | Venezia | 2 – 1 | Catania |  |

| 26 novembre 1950 12ª giornata | SPAL | 3 – 0 | Venezia |  |

| 20 settembre 1998 13ª giornata | Venezia | 3 – 0 | Seregno |  |

| 10 dicembre 1950 14ª giornata | Spezia | 5 – 0 | Venezia |  |

| 17 dicembre 1950 15ª giornata | Venezia | 2 – 0 | Treviso |  |

| 24 dicembre 1950 16ª giornata | Vicenza | 3 – 0 | Venezia |  |

| 31 dicembre 1950 17ª giornata | Livorno | 2 – 0 | Venezia |  |

| 7 gennaio 1951 18ª giornata | Venezia | 1 – 1 | Pisa |  |

| 14 gennaio 1951 19ª giornata | Venezia | 2 – 2 | Anconitana |  |

| 21 gennaio 1951 20ª giornata | Cremonese | 3 – 3 | Venezia |  |

| 28 gennaio 1951 21ª giornata | Reggiana | 5 – 2 | Venezia |  |

#### Girone di ritorno
| 4 febbraio 1951 22ª giornata | Fanfulla | 7 – 2 | Venezia |  |

| 18 febbraio 1951 24ª giornata | Venezia | 2 – 1 | Verona |  |

| 25 febbraio 1951 25ª giornata | Brescia | 2 – 0 | Venezia |  |

| 4 marzo 1951 26ª giornata | Venezia | 1 – 0 | Siracusa |  |

| 11 marzo 1951 27ª giornata | Bari | 1 – 2 | Venezia |  |

| 18 marzo 1951 28ª giornata | Venezia | 3 – 1 | Salernitana |  |

| 25 marzo 1951 29ª giornata | Modena | 0 – 0 | Venezia |  |

| 1º aprile 1951 30ª giornata | Venezia | 0 – 0 | Legnano |  |

| 8 aprile 1951 31ª giornata | Messina | 1 – 0 | Venezia |  |

| 15 aprile 1951 32ª giornata | Catania | 3 – 1 | Venezia |  |

| 22 aprile 1951 33ª giornata | Venezia | 0 – 1 | SPAL |  |

| 29 aprile 1951 34ª giornata | Seregno | 0 – 0 | Venezia |  |

| 6 maggio 1951 35ª giornata | Venezia | 1 – 1 | Spezia |  |

| 13 maggio 1951 36ª giornata | Treviso | 2 – 0 | Venezia |  |

| 20 maggio 1951 37ª giornata | Venezia | 4 – 0 | Vicenza |  |

| 27 maggio 1951 38ª giornata | Venezia | 2 – 2 | Livorno |  |

| 3 giugno 1951 39ª giornata | Pisa | 0 – 0 | Venezia |  |

| 10 giugno 1951 40ª giornata | Anconitana | 0 – 1 | Venezia |  |

| 17 giugno 1951 41ª giornata | Venezia | 4 – 1 | Cremonese |  |

| 24 giugno 1951 42ª giornata | Venezia | 5 – 1 | Reggiana |  |

## Statistiche

### Statistiche di squadra
| Competizione | Punti | In casa | In casa | In casa | In casa | In casa | In casa | In trasferta | In trasferta | In trasferta | In trasferta | In trasferta | In trasferta | Totale | Totale | Totale | Totale | Totale | Totale | DR |
| Competizione | Punti | G       | V       | N       | P       | Gf      | Gs      | G            | V            | N            | P            | Gf           | Gs           | G      | V      | N      | P      | Gf     | Gs     | DR |
| ------------ | ----- | ------- | ------- | ------- | ------- | ------- | ------- | ------------ | ------------ | ------------ | ------------ | ------------ | ------------ | ------ | ------ | ------ | ------ | ------ | ------ | -- |
| Serie B      | 42    | 20      | 13      | 5       | 2       | 44      | 20      | 20           | 2            | 7            | 11           | 18           | 45           | 40     | 15     | 12     | 13     | 62     | 65     | -3 |

### Statistiche dei giocatori
| Giocatore     | Serie B  | Serie B |
| Giocatore     | Presenze | Reti    |
| ------------- | -------- | ------- |
| V. Ampollini  | 34       | 2       |
| C. Bianchini  | 3        | 0       |
| P. Broccini   | 39       | 20      |
| S. Caburlotto | 1        | -2      |
| G. Calcaterra | 6        | 1       |
| M. Capelli    | 10       | 5       |
| L. Cauzzo     | 26       | 0       |
| P. Chiappin   | 25       | 0       |
| P. Degano     | 29       | 6       |
| C. Facci      | 23       | -34     |
| G. Ferron     | 40       | 1       |
| L. Leduc      | 23       | 1       |
| R. Lucchi     | 32       | 0       |
| E. Milanese   | 16       | -29     |
| G. Miotto     | 2        | 0       |
| S. Nikolic    | 33       | 6       |
| G. Nordio     | 28       | 7       |
| E. Patti      | 20       | 0       |
| C. Presca     | 21       | 2       |
| E. Sandroni   | 14       | 0       |
| S. Vergazzola | 15       | 10      |